# Tony Banks
Anthony George Banks (East Hoathly with Halland, 27 marzo 1950) è un tastierista, polistrumentista e compositore britannico.
Diventato celebre nei Genesis, è considerato uno dei migliori tastieristi del panorama musicale mondiale. Ha studiato pianoforte fin dall'infanzia ed è stato amico di Peter Gabriel ben prima di cominciare con lui la carriera artistica, alla Charterhouse School, era considerato "la mente occulta" dei Genesis: pur non mettendosi mai in mostra, ha infatti firmato molte delle più belle e famose musiche del gruppo dandogli l'impronta che l'ha reso celebre. Di lui si ricordano gli assoli in alcuni dei brani più celebri dei Genesis come The Cinema Show, Firth of Fifth o In the Cage. L'unico momento in cui traspare la voglia di affermare l'essenzialità del ruolo ricoperto è forse rintracciabile in Guide Vocal (dall'album Duke), un testo che comunque molti hanno ritenuto fosse dedicato al sopracitato Gabriel.
Viene da molti ritenuto l'antidivo per eccellenza; molto schivo, ha concesso pochissime interviste e, al contrario di molte star del rock, non ha mai fatto parlare di sé per motivi legati a scandali o comportamenti sregolati, veri o presunti.

## Con i Genesis
Banks fu uno dei co-fondatori, nel 1967, della band britannica assieme a Peter Gabriel, Mike Rutherford, Anthony Phillips e Chris Stewart. Dopo la pubblicazione del secondo album, Trespass, il gruppo conobbe un periodo di crisi causato dall'abbandono di Phillips; dopo ciò, anche Banks ebbe l'intenzione di lasciare il gruppo, ma fu convinto dai compagni a proseguire la propria avventura con il gruppo senza l'aiuto del collaudato chitarrista.
In seguito, tuttavia, l'innesto del batterista Phil Collins e del chitarrista Steve Hackett mutò le sorti della band, che in quegli anni pubblicò alcuni dei suoi album più noti, di cui Banks fu protagonista anche in virtù di una vena compositiva che lo portò a scrivere alcuni fra i pezzi più famosi dei "primi" Genesis. In questo periodo, oltre alle tastiere, suona la chitarra a 12 corde in alcuni brani come The Musical Box, che viene aperto proprio dai suoi accordi.
In seguito all'abbandono di Gabriel e al passaggio di Collins come cantante, i Genesis pubblicarono nel 1976 due album di assoluto successo: A Trick of the Tail e Wind & Wuthering. Da questi album emerge la leadership di Banks in sala di incisione, dal momento che buona parte delle composizioni sono opera sua. Alcuni tra i brani da lui composti in quel periodo sono A Trick of the Tail, Mad Man Moon, One for the Vine e Afterglow. Inoltre, Banks ha più volte dichiarato che Wind & Wuthering è stato, a suo parere, il suo miglior lavoro con i Genesis.
A partire dal successivo album ...And Then There Were Three..., la musica dei Genesis iniziò a subire una progressiva metamorfosi passando dal rock progressivo a un pop più orecchiabile. Questo tipo di musica, forse, penalizza un po' Banks che, nonostante resti un importante punto di riferimento per la band, non trova più spazio per i suoi assoli a causa, probabilmente, della minore lunghezza e complessità dei brani. Importante è, comunque, il suo contributo in brani come Duke's Travels (da Duke, 1980), Tonight Tonight Tonight (tratto da Invisible Touch, 1986) o Fading Lights (da We Can't Dance1991).
Nel 1995, dopo l'abbandono di Collins, Banks e Rutherford decisero di cercare un nuovo cantante. Trovarono in Ray Wilson il sostituto, e fu proprio Banks ad annunciare l'ingaggio del nuovo frontman dei Genesis. Tuttavia l'album pubblicato nel 1997, Calling All Stations, non ebbe il successo dei precedenti (soprattutto negli Stati Uniti) e fu l'ultimo in studio dei Genesis.
Nel 2007 partecipò alla riunione del gruppo con Collins e Rutherford, con i turnisti storici Chester Thompson (alla batteria) e Daryl Stuermer (alla chitarra). Durante questo tour, Banks ripropose alcuni dei suoi assoli più famosi, come quelli di In the Cage, The Cinema Show e Firth of Fifth.

### Strumentazione

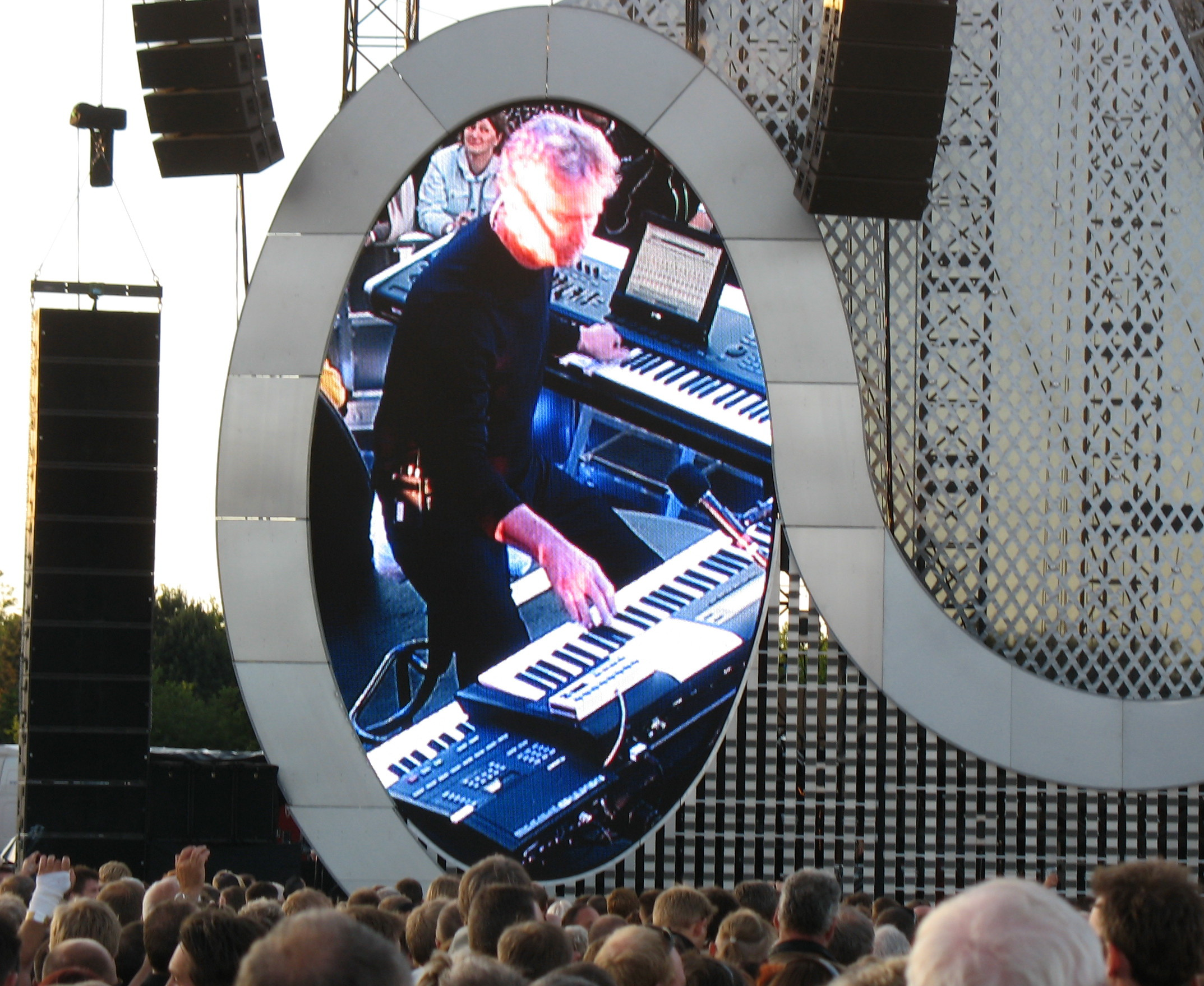
Banks in concerto con i Genesis in Danimarca, 2007

Tony Banks otteneva un suono peculiare processando tutte le sue tastiere e la chitarra a dodici corde in un mixer e successivamente in un Leslie autocostruito. Questo sistema è molto evidente all'ascolto su tutti i brani dell'album Genesis Live del 1973. La strumentazione iniziale di Banks comprendeva un Hammond L-111, un piano elettrico Hohner Pianet N e un Mellotron mkII, tutti già utilizzati sul primo album Trespass (eccetto l'organo Hammond che fu sostituito con un modello L-122 che aveva un suono più aggressivo dell'L-111, utilizzato solo nei primi demo-tapes).
Banks utilizzò il Pianet sia come succedaneo del pianoforte acustico, sia come strumento solista, con il supporto di un distorsore (anch'esso autocostruito, simile al Fender Blender). Egli amava spesso duettare con la chitarra di Steve Hackett, come si apprezza su brani come The Musical Box, The Return of the Giant Hogweed, o Supper's Ready. Banks nel 1974 sostituì il suo Pianet con un RMI 368x Electra Piano e Harpsichord, che fu subito integrato nel sound dei Genesis, come si apprezza per la prima volta nell'album The Lamb Lies Down On Broadway. Anche l'RMI era spesso "effettato" con il distorsore autocostruito e con un Phaser MXR 100 - più tardi questi effetti furono integrati nel pannello dell'Electra Piano.
Nel 1978, l'RMI Electra Piano fu rimpiazzato da un piano elettrico Yamaha CP-70.
Il primo sintetizzatore utilizzato dai Genesis fu il monofonico ARP Pro Soloist, che Banks acquistò nel 1973 assieme ad un organo Hammond T-102 e a un Mellotron M400 per l'album Selling England by the Pound rimpiazzando così i vecchi Hammond L122 e Mellotron mkII.
Dopo il 1977, Banks lasciò il Leslie per un altro MXR Phase 100 e un Chorus Boss CE-1 che utilizzò sul suo organo.
Dal 1976 fino ai tempi di Wind & Wuthering iniziò ad utilizzare un sinth semi-modulare ARP 2600 che usò in studio e dal vivo fino al 1978; nell'album ...And Then There Were Three... del 1978 è presente anche uno dei primi sintetizzatori polifonici, il Polymoog, il quale contribuì a aggiungere suoni nuovi alle timbriche note dell'Hammond e del Mellotron. Durante questo periodo, egli utilizzò spesso per le sezioni di archi e brass, un sintetizzatore Roland RS-202 per cercare di sostituire soprattutto il pesante e scomodo Mellotron, sebbene non dal vivo. Egli usò anche per breve tempo un piano elettrico Fender Rhodes. Acquistò anche un "Electric Grand Piano" Yamaha CP-70 che, allorché processato dal Chorus Boss, divenne parte integrante del tipico "sound" di Banks degli anni ottanta, in particolare su brani come That's All.
Utilizzò questa strumentazione fino all'album Duke del 1980, dopodiché rivide tutto il suo impianto, abbandonando l'ARP 2600, il Pro Soloist, il Mellotron e il Roland RS 202 in favore di uno Yamaha CS-80, un Sequential Circuits Prophet-5, un ARP Quadra e un Roland VP330 Vocoder Plus. Su Abacab nel 1981, l'organo non fu più utilizzato, ma emulato con un Sequential Circuits Prophet 10 processato attraverso il Boss CE-1. Egli inoltre associò al suo setup, un NED Synclavier II, che ha avuto spiccate caratteristiche nella carriera di Banks, come nel brano Home by the Sea. Per l'album Genesis del 1983, sostituì il Polymoog con un campionatore digitale E-mu Emulator. Le sue scelte finali furono sostituire l'E-mu Emulator con un E-mu Emulator II+ ed il Roland VP330 con un Yamaha DX7 per l'album Invisible Touch. Dall'epoca di We Can't Dance, Banks preferì in generale i Synth Roland e Korg, dove la tecnologia MIDI e dei campionatori digitali gli permise di utilizzare un numero inferiore di tastiere sostituendo molti dei vecchi suoni con campioni digitali caricati su moduli rack.
Banks non mostrò mai nostalgia per la sua vecchia strumentazione, ma preferì sempre le tecnologie più moderne e più pratiche. Mentre il pianoforte ha caratterizzato tutta la sua carriera, sia con i Genesis sia da solista, egli confessò di aver iniziato ad utilizzare l'organo, "perché era l'unica alternativa al pianoforte e non perché gli piacesse l'organo!". Inoltre, dice di aver usato il Pro Soloist perché era l'unico sintetizzatore a sua disposizione al momento, e che oggi preferisce di gran lunga i suoni campionati a quelli del Mellotron.

## Carriera solista
La sua carriera solista non è confrontabile a quella nei Genesis né a quella dei suoi compagni solisti (Peter Gabriel, Phil Collins, Steve Hackett e Mike Rutherford con i Mike + the Mechanics). Ciò nonostante, gli album A Curious Feeling, Still e Strictly Inc. hanno avuto un relativo discreto successo.
Nell'album Still del 1991 si avvale della collaborazione di Fish, ex cantante del gruppo progressive Marillion.

## Discografia

### Da solista
- 1979 – A Curious Feeling
- 1983 – The Wicked Lady (colonna sonora)
- 1983 – The Fugitive
- 1986 – Soundtracks
- 1989 – Bankstatement
- 1991 – Still
- 1995 – Strictly Inc.
- 2004 – Seven
- 2012 – Six Pieces for Orchestra
- 2015 – A Chord Too Far (box set)
- 2018 – Five

### Con i Genesis
- 1969 – From Genesis to Revelation
- 1970 – Trespass
- 1971 – Nursery Cryme
- 1972 – Foxtrot
- 1973 – Selling England by the Pound
- 1974 – The Lamb Lies Down on Broadway
- 1976 – A Trick of the Tail
- 1976 – Wind & Wuthering
- 1978 – ...And Then There Were Three...
- 1980 – Duke
- 1981 – Abacab
- 1983 – Genesis
- 1986 – Invisible Touch
- 1991 – We Can't Dance
- 1997 – Calling All Stations